# Atak na reprezentację piłkarską Togo
Atak na reprezentację piłkarską Togo – atak terrorystyczny na autobus piłkarskiej reprezentacji Togo, który miał miejsce 8 stycznia 2010 roku, w trakcie podróży reprezentacji z Republiki Konga do Angoli na 27. edycję Pucharu Narodów Afryki, który rozpoczął się w dniu 10 stycznia. Do ataku przyznała się separatystyczna grupa pod nazwą Front Wyzwolenia Enklawy Kabindy (FLEC). W wyniku ataku zginęły trzy osoby: kierowca autobusu, asystent trenera Abalo Amelete i rzecznik prasowy Stanislas Ocloo, a kilka innych osób zostało rannych. Organa władzy zatrzymały dwie osoby powiązane z atakiem. Przywódca FLEC Rodrigues Mingas, obecnie przebywający na wygnaniu we Francji, stwierdził, że celem ataku nie byli piłkarze reprezentacji Togo, lecz konwojujące ich siły angolskie. Jednocześnie Francja została oskarżona o popieranie grupy separatystycznej i o udzielanie schronienia dla ich przywódców. 

## Atak
8 stycznia 2010 roku autobus reprezentacji Togo został zaatakowany przez uzbrojonych rebeliantów w trakcie podroży z Kongo do Angoli na Puchar Narodów Afryki. Autobus znalazł się pod ostrzałem karabinów maszynowych od razu po przekroczeniu granicy między Republiką Kongo a Angolą w prowincji Kabinda. Wszystkie mecze reprezentacji Togo w grupie B miały odbyć się na stadionie Estádio Chimandela w Kabindzie.
Zdaniem przywódcy rebeliantów Rodriguesa Mingasa, atak został przeprowadzony przez Commander Sametonne, w zasadzce wzięło udział 15 bojowników FLEC. Atak trwał przez około 30 minut. W wyniku zabójstwa kierowcy Mário Adjoua, ucieczka z miejsca zdarzenia stała się niemożliwa. Członkowie ekipy reprezentacji ukryli się pod siedzeniami. Eskorta reprezentacji składała się z około 10 członków, którzy odpowiedzieli ogniem w stronę rebeliantów.
Obrońca rumuńskiego klubu FC Vaslui, Serge Akakpo oraz bramkarz Kodjovi Obilale zostali ranieni przez pociski. Oprócz obu graczy, rannymi zostali również wiceprezes Togijskiej Federacji Piłkarskiej Gabriel Ameyi oraz siedmiu innych członków eikpy, w tym dziennikarz i dwóch lekarzy reprezentacji.
W związku ze śmiertelnym atakiem na autobus reprezentacji Togo, angolska policja 10 stycznia 2010 dokonała aresztowania dwóch osób podejrzanych o udział w ataku. Do aresztowania doszło na terenie prowincji Kabinda.

### Ofiary
W wyniku zamachu zginęły trzy osoby, dziewięć odniosło rany.

#### Zabici
- Amelete Abalo - asystent trenera reprezentacji Togo oraz trener drużyny ASKO Kara. Zmarł 9 stycznia 2010, o godzinie 4:00 według czasu zachodnioafrykańskiego[20].
- Stan Ocloo - rzecznik prasowy, zmarł 9 stycznia 2010 o godzinie 4:30 według czasu zachodnioafrykańskiego[21].
- Mário Adjoua – angolski kierowca autobusu, zginął na miejscu[22].

#### Ranni
- Kodjovi Obilale[23] – postrzelony w dolną część pleców, stan bramkarza ustabilizował się 11 stycznia 2010. Lekarz z RPA postanowił zostawić fragment kuli, ponieważ jej usunięcie mogłoby pogorszyć stan rannego[24].
- Serge Akakpo[25]
- Hubert Velud[26]
- Gabriel Ameyi
- Waké Nibombé
- Elista Kodjo Lano
- Dr Divinelae Amevor – fizjoterapeuta
- Dr Tadafame Wadja – lekarz

## Następstwa
W wyniku zamachu terrorystycznego reprezentacja Togo wycofała się z rywalizacji o mistrzostwo Afryki. Początkowo z obozu reprezentacji docierały sprzeczne informacje nt. wycofania się Togo z turnieju. Ostatecznie rząd Togo nakazał reprezentacji powrócić do kraju ze względów bezpieczeństwa.
11 stycznia 2010 roku Togo zostało oficjalnie zdyskwalifikowane z Pucharu Narodów Afryki przez CAF. Mecze Togo w grupie B przeciwko: Ghanie, Burkina Faso i Wybrzeżu Kości Słoniowej zostały odwołane.
W związku z atakiem premier Togo Gilbert Houngbo ogłosił trzy dni żałoby narodowej, która rozpoczęła się w poniedziałek 11 stycznia 2010 roku.
W związku z nieprzystąpieniem do rozgrywek na skutek politycznych nacisków władz Togo, CAF uznała to jako naruszenie przepisów mówiących o nieingerowaniu w sprawy związku władz politycznych i nałożyła na reprezentację karę wykluczenia z udziału w dwóch najbliższych Pucharach Narodów Afryki oraz karę finansową w wysokości 50 tys. dolarów.